# L'amore conta
L'amore conta è un brano musicale scritto da Luciano Ligabue, secondo singolo estratto dall'album Nome e cognome nel 2005.
Pur trasmesso massicciamente dalle radio italiane, ha raggiunto soltanto la posizione numero 48 nella classifica italiana dei singoli.

## Il testo
Considerazioni su ciò che rimane quando è finito il rapporto fra un uomo e una donna. Un dialogo tranquillo, dopo un po' di tempo dalla separazione, in cui la parte emotiva e dolorosa, ormai superata, ha lasciato spazio ad una maggiore serenità interiore. Verosimilmente è un testo autobiografico, in quanto il cantautore aveva divorziato poco prima della registrazione dell'album Nome e cognome.

## La musica
Ballata romantica, delicata ma non triste, con giri armonici lineari e puliti, per sottolineare la sensazione di serenità che traspare nel testo.

## Il video musicale
Diretto da Paolo Monico, è stato inserito nei DVD Secondo tempo del 2008 e Videoclip Collection del 2012, quest'ultima distribuita solo nelle edicole.
- Videoclip ufficiale, su YouTube. URL consultato il 9 gennaio 2015.

Presente anche nei vari DVD del Nome e cognome tour 2006.

## Tracce
1. L'amore conta – 4:23 (Luciano Ligabue)

## Formazione
- Luciano Ligabue - voce, chitarra acustica

### La Banda
- Niccolò Bossini - chitarra
- Antonio Righetti - basso
- Fabrizio Simoncioni - tastiera, cori

### Altri musicisti
- Cesare Barbi - batteria

## Classifiche
| Classifica (2006) | Posizione massima |
| ----------------- | ----------------- |
| Italia            | 38                |

### Classifiche di fine anno
| Classifica (2006) | Posizione |
| ----------------- | --------- |
| Italia            | 60        |